# Deiphobe infuscata
Deiphobe infuscata är en bönsyrseart som beskrevs av Henri Saussure 1870. Deiphobe infuscata ingår i släktet Deiphobe och familjen Mantidae. Inga underarter finns listade i Catalogue of Life.